# Jessica Lynch

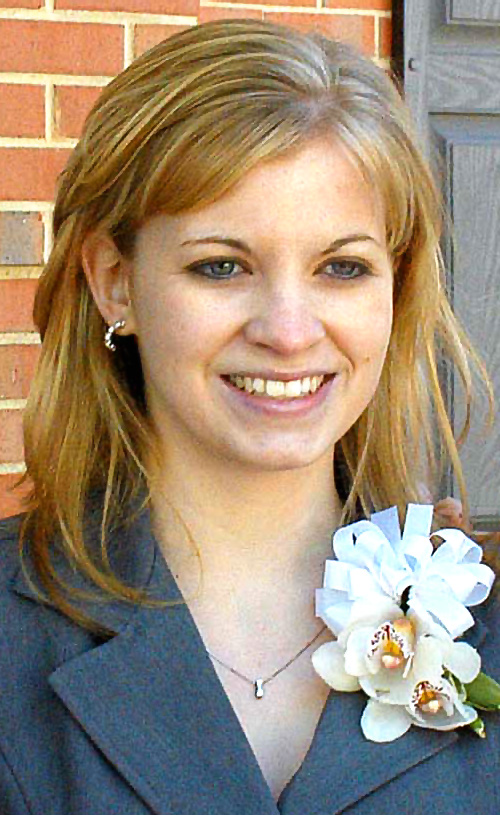
Jessica Lynch, 2004

Jessica Dawn Lynch (* 26. April 1983 in Palestine, West Virginia) ist eine ehemalige US-amerikanische Soldatin, die während des Dritten Golfkrieges in irakische Kriegsgefangenschaft geriet. Die Umstände, unter denen sie ihre Freiheit wiedererlangte, wurden medienwirksam inszeniert. Die damaligen Darstellungen wurden später von einem Untersuchungsbericht der US-Armee widerlegt.

## Gefangennahme und Befreiung
Jessica Lynch war Teil der 507th Maintenance Company (Instandsetzungskompanie) der US Army, die am 23. März 2003 während ihres Kriegseinsatzes in der Nähe der irakischen Stadt Nasiriyya von der geplanten Wegstrecke abkam und so in einen militärischen Hinterhalt geriet. Elf Soldaten kamen dabei ums Leben, sechs weitere gerieten in irakische Kriegsgefangenschaft. Da sie auf Grund ihrer Verletzungen von den anderen Gefangenen getrennt wurde, befreite eine US-Spezialeinheit am 2. April 2003 Jessica Lynch aus einem Krankenhaus in Nasiriyya. Die Befreiungsaktion sorgte für großes Aufsehen bei der US-Presse.

## Darstellung der Rettung

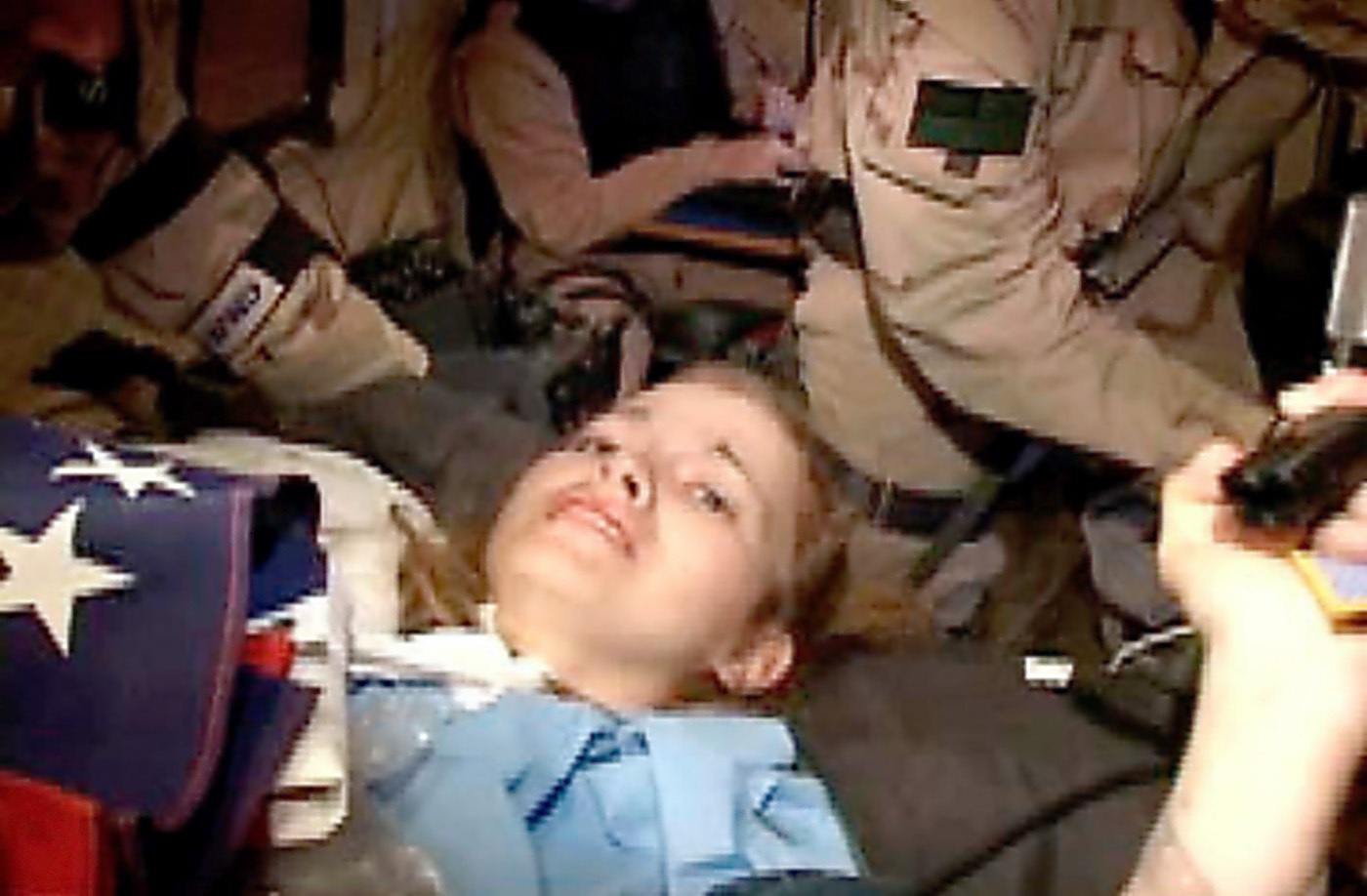
Jessica Lynchs medienwirksam dargestellte Rettung

Wegen ihres Geschlechts und ihres jugendlichen Alters erregte der Fall Lynch bereits die Aufmerksamkeit der amerikanischen Medien, als die Soldatin noch vermisst wurde. Von den anderen fünf Gefangenen (darunter auch die 30-jährige Köchin Shoshana Johnson) war hingegen kaum die Rede. Schon wenige Stunden nach Lynchs Befreiung wurden vom US-Militär dramatisch wirkende Filmaufnahmen der Kommandoaktion für die Medien freigegeben. Gleichzeitig erschienen Presseberichte, in denen Lynch zur Heldin erklärt wurde, die bis zur letzten Patrone gekämpft und zahlreiche Iraker getötet habe. Ferner sei sie während ihrer Gefangenschaft misshandelt und möglicherweise sogar vergewaltigt worden.

## Kritische Medienaufarbeitung
Das Fernsehmagazin Monitor thematisierte eine mögliche Inszenierung der Rettungsaktion am 19. Juni 2003 und stützte sich dabei auf einen Dokumentarfilm des BBC-Kriegskorrespondenten John Kampfner. Dieser trug, in Anlehnung an den Spielfilm „Saving Private Ryan“, den Untertitel „Saving Private Jessica: Fact or fiction?“ (Rettung der Soldatin Jessica: Fakt oder Fiktion?).
Weiter wurde der Vorfall in der Dokumentationsreihe Censored Images of War (zu deutsch: Zensierte Bilder des Krieges) kritisch hinterfragt und als widersprüchlich bezeichnet.

## Sachverhalt laut Untersuchungsbericht

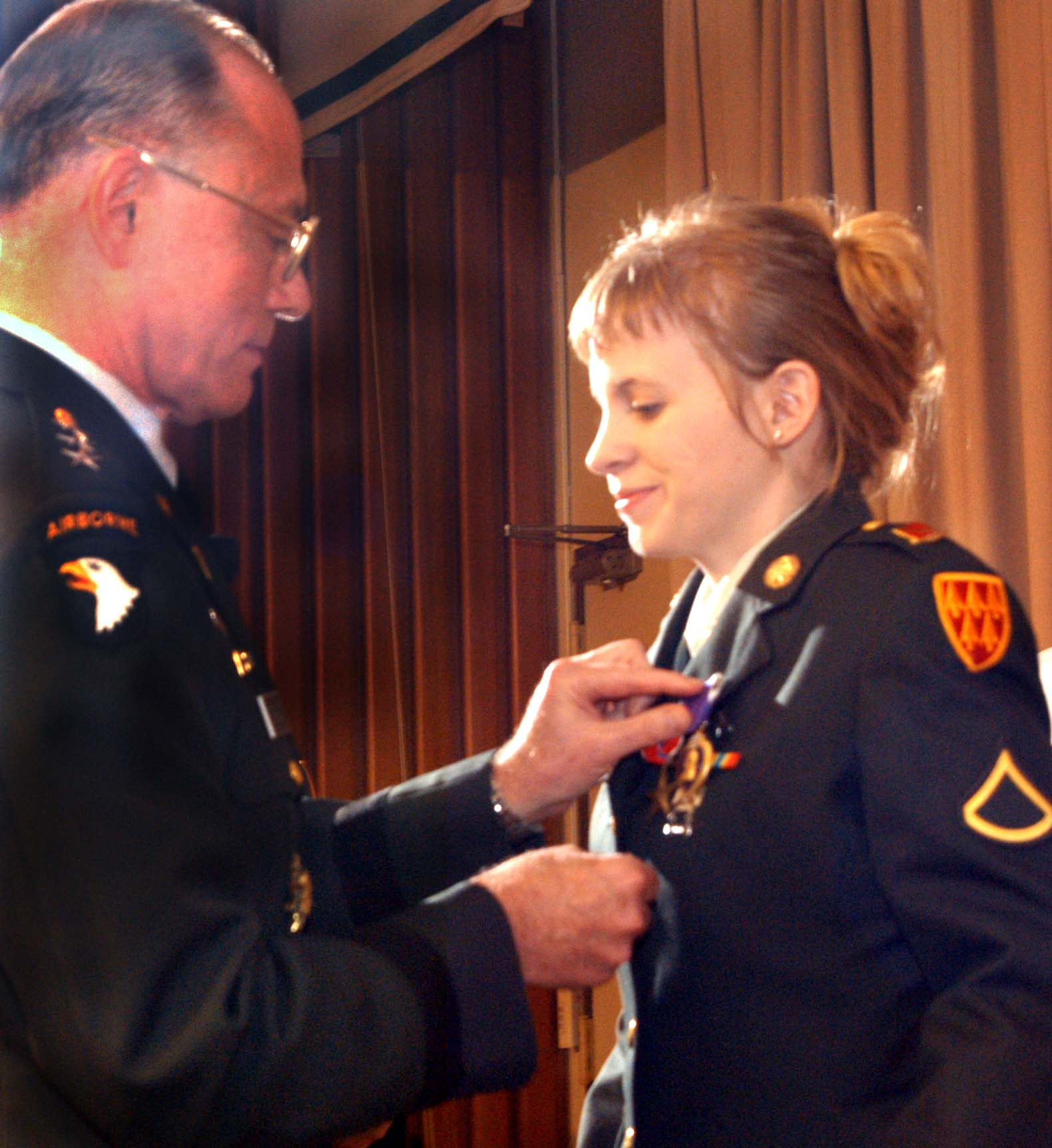
Lynch erhält im Juni 2003 die Purple-Heart-, Prisoner-of-War- und Bronze-Star-Medaillen

Im Juli 2003 veröffentlichte die US-Armee einen Untersuchungsbericht, der sich mit dem Einsatz der 507th (und damit auch mit dem Fall Lynch) befasste. Als Gründe für den unglücklich verlaufenen Einsatz wurden darin Ausbildungsmängel, Unerfahrenheit und menschliches Versagen insbesondere des Kompaniechefs angegeben. Laut Bericht befand sich Jessica Lynch mit vier anderen Soldaten in einem Humvee, der infolge des feindlichen Beschusses außer Kontrolle geriet und auf einen stehenden Sattelzug auffuhr. Außer Lynch kamen alle Insassen ums Leben, sie selbst erlitt schwere Verletzungen und wurde von Irakern aus dem Wrack gerettet. Wie Lynch später bekundete, hat sie während des Vorfalls keinen Schuss abgefeuert.
Laut späteren Recherchen kümmerten sich das irakische Krankenhauspersonal und die Ärzte um die verletzte Soldatin. Angehörige eines Arztes sollen Blut gespendet haben. Als Iraker versuchten, die Verletzte in einem Krankenwagen an amerikanische Soldaten zu übergeben, wurde der Wagen von den Soldaten beschossen. Später wurde Lynch in einem nächtlichen Einsatz von einer Spezialeinheit aus dem Krankenhaus abgeholt, ohne auf Widerstand zu stoßen. Medien berichteten, dass das Gebiet um das Hospital zu diesem Zeitpunkt frei von irakischen Soldaten gewesen sei.

## Folgen
Im August 2003 wurde Jessica Lynch aus medizinischen Gründen ehrenhaft aus der Armee entlassen.
Bei einer Anhörung durch den US-Kongress am 24. April 2007 warfen Lynch und der Bruder des ehemaligen Football-Stars Pat Tillman, der in Afghanistan durch so genanntes „friendly fire“ ums Leben gekommen war, dem Pentagon vor, diese beiden Fälle zu Propagandazwecken missbraucht und der Öffentlichkeit bewusst die Unwahrheit gesagt zu haben.